# Trait (Fluss)
Der Trait ist ein Fluss in Frankreich, der im Département Nièvre in der Region Bourgogne-Franche-Comté verläuft. Er entspringt im Morvan-Massiv, im Gemeindegebiet von Aunay-en-Bazois, entwässert generell in südlicher Richtung und mündet nach rund 29 Kilometern an der Gemeindegrenze von Limanton und Brinay als linker Nebenfluss in den Aron.

## Orte am Fluss
- Ougny
- Tamnay-en-Bazois